# 애틀랜틱 스쿠너스
| 애틀랜틱 스쿠너스 |                                    |
| 디비전            | -                                  |
| 설립연도          | 1982년                             |
| 해체연도          | 1983년                             |
| 역사              | 애틀랜틱 스쿠너스 (1982년~1983년)  |
| 경기장            | -                                  |
| 연고지            | 노바스코샤주 핼리팩스              |
| 구단주            | 매리타임 프로패셔널 풋볼 클럽 Ltd. |
| 단장              | J. I. 알브레히트                   |
| 감독              | 존 하드                            |
| 디비전 우승       | -                                  |
| 그레이 컵 우승    | -                                  |
| 영구 결번         | -                                  |

애틀랜틱 스쿠너스(Atlantic Schooners)는 캐나다 노바스코샤주 핼리팩스를 연고지로 하는 CFL 참가하려고 했지만 팀 사정으로 참가를 포기했다.

## 같이 보기
- 캐나디안 풋볼 리그